# Cầu Hữu nghị Thái-Lào

Cầu Hữu Nghị

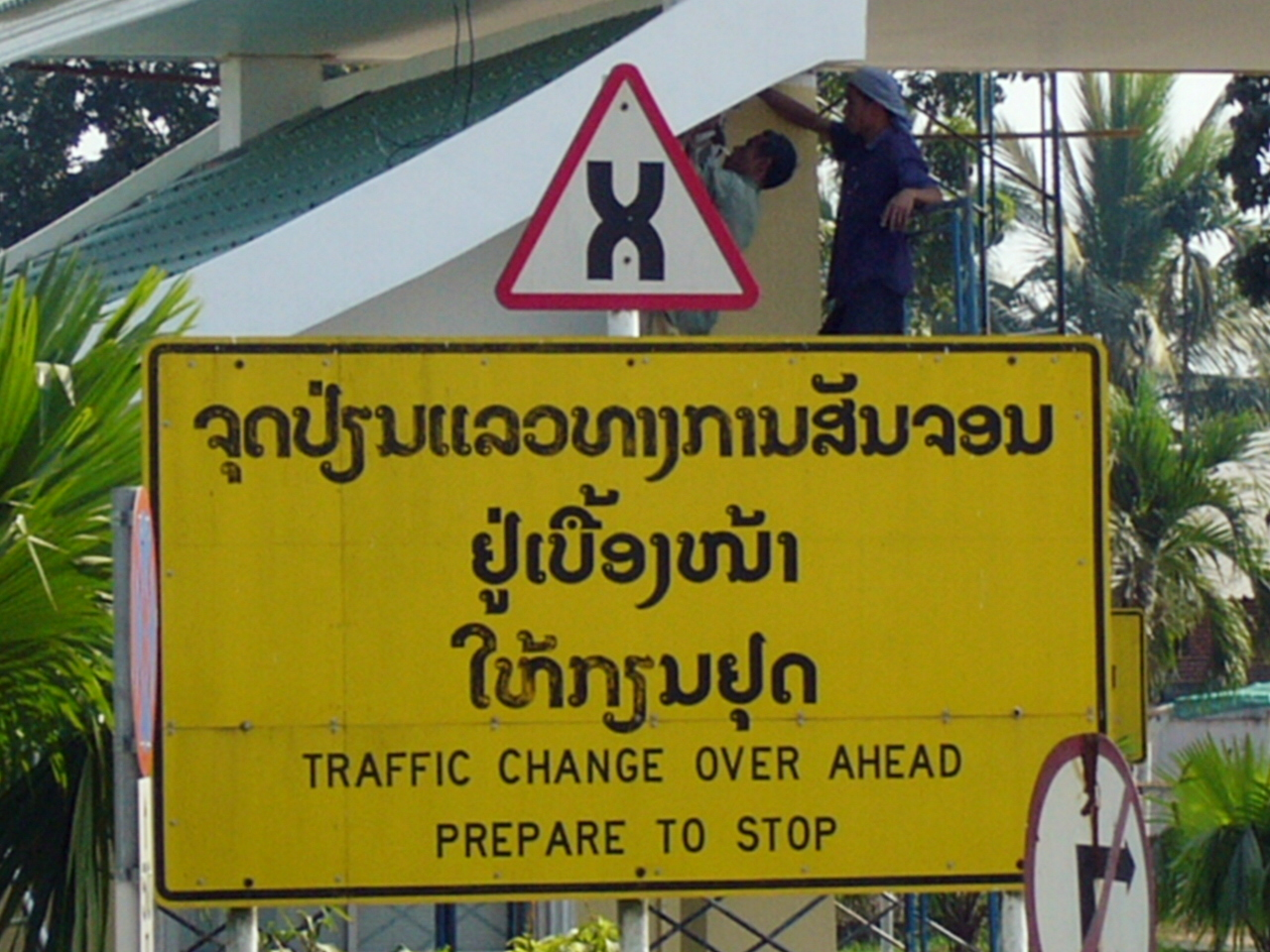
Bảng hiệu thay đổi hướng giao thông tại cầu Hũu Nghị Lào-Thái

Cầu Hữu nghị Thái-Lào (tiếng Thái: สะพานมิตรภาพ ไทย-ลาว แห่งที่ 1, pronounced [sàpʰaːn míttràpʰâːp tʰaj laːw hɛ̀ŋ tʰîː nɯ̀ŋ]; tiếng Lào: ຂົວມິດຕະພາບ ລາວ-ໄທ ແຫ່ງທຳອິດ, [kʰǔə mittapʰâːp láːw tʰaj hɛŋ tʰám ǐt]) là một cầu bắc qua sông Mê Kông nối tỉnh Nong Khai và thành phố Nong Khai ở Thái Lan với thủ đô Viêng Chăn của Lào. Với nhịp cầu lên đến  1170 m, cầu này có 2 làn xe rộng 3,5 m cho xe cơ giới, hai làn rộng 1,5 m cho bộ hành và một đường sắt đơn chưa hoàn thành ở giữa.
Sau này để phân biệt với 3 cây cầu có tên tương tự được xây dựng sau, cầu còn được gọi Cầu Hữu nghị Thái-Lào số 1.

## Lịch sử
Được khánh thành ngày 8/4/1994, đây là cây cầu đầu tiên vượt sông Mê Kông phần hạ lưu, là cây cầu thứ 2 trên dòng sông Mê Kông.
Tổng mức đầu tư là 30 triệu USD, do chính phủ Úc tài trợ dưới dạng ODA cho Lào. Cầu được các công ty Úc xây dựng. Việc lẫn lộn giữa viện trợ phát triển và lợi ích thương mại mà Úc thu được bị một số tổ chức phi chính phủ phê phán.

## Giao thông đường bộ
Giao thông trên cầu lái xe bên trái như ở Thái Lan, trong khi giao thông ở Lào lái xe bên phải. Việc thay đổi hướng này được chỉ dẫn bằng đèn đường ở phía Lào. Một tuyến xe bus hoạt động qua hai điểm biên giới.

## Đường sắt
Một đường sắt từ nhà ga xe lửa mới Nong Khai chạy qua cầu này. Ngày 20/3/2004, một thỏa thuận giữa hai chính phủ Lào và Thái Lan đã được ký kết để kéo dài đường ray này đến Tha Nalaeng ở Lào, khoảng 3,5 km từ cầu. Đây sẽ là liên kết đường sắt đầu tiên đến Lào. Ngày 22/2/2006, ngân quỹ đầu tư thêm cho tuyến đường sắt này được phê duyệt bởi Cơ quan Phát triển Pháp (French Development Agency).
Chính phủ Thái Lan đồng ý cung cấp tài chính hoàn toàn cho tuyến đường sắt nối đến Tha Nalaeng, còn chính phủ Pháp hỗ trợ giai đoạn 2 đến Viêng Chăn cách đó khoảng 30 km.